# Gaudi (musicista)
Daniel Gaudi, meglio conosciuto come Gaudi (Bologna, 12 luglio 1963), è un musicista, compositore e produttore discografico italiano naturalizzato britannico.
Attivo dal 1981, ad oggi ha realizzato 19 album solisti e numerose produzioni per altri artisti, Gaudi è specializzato sui generi musicali del dub, musica elettronica, reggae e worldbeat.
Nominato ai "Grammy Award 2020" per l'album Mass Manipulation del gruppo reggae Steel Pulse e nominato per i "BBC Awards for World Music 2008" per il suo album solista Dub Qawwali featuring Nusrat Fateh Ali Khan, Gaudi ha contribuito a una serie di successi e classifiche internazionali quali: n.1 Billboard Reggae Chart con l'album Heavy Rain di Lee "Scratch" Perry, n.1 UK Dance Chart nel 2023 con l'album Prism del gruppo musicale The Orb, n.1 Billboard Reggae Chart co l'album Mass Manipulation della band Steel Pulse, n.1 Billboard Reggae Chart con l'album Vessel Of Love di Hollie Cook, n.2 Billboard Reggae Chart con Rainford di Lee "Scratch" Perry, no.1 UK Dance Chart con Jus'Come (Terra Terra remix) di Cool Jack con Dj Angelino, n.41 UK Chart con l'album Midnight Rocker di Horace Andy, n.2 nella Classifica Italiana con Lasciala Andare di Irene Grandi, n.15 UK Chart col remix di Taxloss della band Mansun, n.5 nella Classifica Italiana con Chi (Who) del gruppo Aram Quartet, n.2 iTunes European Chart e n.32 iTunes USA Chart con il suo album solista Bass, Sweat & Tears, n.1 nella Classifica Italiana con L'amor carnale del gruppo Bastard Sons of Dioniso, n.1 iTunes UK Chart e no.1 Beatport con la cover di Blue Monday della band inglese New Order in collaborazione con Dub Pistols.
Ha collaborato / prodotto / remixato: Lee Perry, The Orb, Groove Armada, Don Letts, Simple Minds, EMF, Elisa, UB40, Brian Ferry, Grandmaster Flash con KRS-One, Jovanotti, Caravan Palace, Seun Kuti, Damian Marley, Horace Andy, Adamski, Sizzla, Trentemøller, Steel Pulse, Big Audio Dynamite, Youth dei Killing Joke, Max Romeo, Almamegretta, Lamb, Desmond Dekker, Michael Rose, Nusrat Fateh Ali Khan, Deep Forest, Halsey, Patty Pravo, Johnny Clarke, African Head Charge, Piero Pelù,  Pete Namlook, The Beat, Isola Posse All Stars, Shpongle, Hollie Cook, Bill Laswell, Adrian Sherwood, Michael Franti, Capleton, Maxi Priest, Mad Professor, Righeira, Dennis Bovell, Cast, Terry Hall dei The Specials, Afrika Bambaataa, Caparezza, Dreadzone, General Levy, Apache Indian, Awa Fall, 1 Giant Leap ft Michael Stipe dei R.E.M. e Asha Bhosle, Flaming Lips, Mansun, Zion Train ft Tippa Irie, Irene Grandi, Peter Andre, Dub FX, Eraldo Bernocchi, Dub Pistols, Scientist, Bob Marley, Artful Dodger, Disciplinatha, Colin Edwin dei Porcupine Tree, Morgan, Violet Eves, Natacha Atlas, Balkan Beat Box, Soom T, Megative ft Mick Jones dei The Clash, Beats Antique, Banco De Gaia, Delta V ft Ornella Vanoni, Ojos de Brujo, Lina Sastri, The Gang, t.A.T.u., Donatella Rettore, Jim Kerr dei Simple Minds, Mondo Marcio, Carbon Based Lifeforms, Prince Fatty, Lion D, Suns of Arqa, Francesco Baccini, Hang Massive, N.O.I.A., Kinobe, Mazzy Star, Ricky Gianco, Scissor Sisters, The Bastard Sons Of Dioniso, Aram Quartet, Tony Esposito, Dusted, Karen Ramírez, Raiz, Jestofunk ft. Jocelyn Brown, Rebbie Jackson e Trilok Gurtu..

## Biografia

### Gli inizi
Il percorso musicale di Gaudi comincia a 7 anni quando intraprende lo studio del pianoforte con indirizzo composizione e canto, a 19 anni consegue la qualifica di compositore. 
La sua carriera artistica si divide in due periodi ben distinti, il primo in Italia dal 1981 al 1995 e il secondo in Gran Bretagna dal 1995 ad oggi.

### La carriera in Italia (1981-1995)
Comincia nei primi anni '80 suonando come tastierista in varie band underground di new wave, musica elettronica, reggae e post-punk quali: Red Light, Bamboo Company, Wild Planet, Violet Eves, The Gang (tastierista nell'album Barricada) e Disciplinatha (tastierista nell'album Abbiamo pazientato 40 anni, ora basta!), quest'ultimo uscito per l'etichetta bolognese Attack Punk Records, la stessa che pubblica anche l'EP Peggio della colla del gruppo musicale Raptus da lui formato e considerato come uno dei primi esperimenti di rap italiano.
Come pianista lavora anche con la cantante Mia Martini con la quale si esibisce in varie trasmissioni televisive Rai.
Con i produttori Frank Nemola e Ricky Rinaldi crea la società di produzione Tubi Forti e insieme realizzano una serie di singoli con pseudonimi quali: National Rare Groove, Dr Muff & Crazy Stuff, 4T Thieves e Ethnotecno (quest'ultimo verrà poi considerato come una delle prime fusioni fra musica etnica e techno). 
Lavorano poi con Rettore al singolo Zan Zan Zan, con Isola Posse All Stars al singolo Stop Al Panico e con Sud Sound System al singolo Fuecu (durante il quale Gaudi è anche concentrato sul suo esordio discografico come solista).
Nel 1987 nasce il suo progetto solista come Lele Gaudí con l'intenzione di divulgare la sua passione per il reggae e cercare di unirlo alla lingua italiana usando metriche alquanto inconsuete per ciò che in italia era stato fatto fino ad allora, crea 9 brani di Raggamuffin in italiano con un registratore 4 piste a cassette e manda a 80 etichette discografiche il provino di quello che successivamente diverrà il suo primo album Basta Poco, uscito poi per la multinazionale PolyGram / Universal. 
Trascorre un periodo in Giamaica per approfondire ulteriormente la conoscenza della musica reggae e le sue radici e successivamente vola a Londra per le registrazioni ufficiali del primo singolo Malinconico Love, realizzato nei Jah Tubbys Studios con il cantante Crucial Robbie, che appare anche come ospite nella facciata B del disco in un duetto con Gaudi. 
Nel 1990 esce Malinconico Love accompagnato dall'album di debutto Basta Poco, il quale con 71.000 copie vendute viene riconosciuto come “primo album di Raggamuffin Italiano” e precursore del movimento culturale esploso agli inizi degli anni 90 chiamato “movimento delle Posse”.
Il programma televisivo Cantagiro di Rai 2 consegna a Gaudi il “Premio Stereo Rai 1991” e col supporto della sua band WDX si imbarca in un tour di 150 concerti, alcuni dei quali affiancato ad artisti reggae internazionali quali: Ziggy Marley, Third World, Sister Carol, I Threes, Sweetie Irie, Half Pint, The Wailers, Yellowman, Freddie McGregor, Mutabaruka, Maxi Priest, Shinehead e Jimmy Cliff.
Nel 1992 la Polygram/Mercury pubblica il secondo album Gaudium Magnum e il nome Lele Gaudí diventa semplicemente Gaudi, i singoli Andavo a 100 all'ora e Magari entrano nella classifica italiana ma non raggiungono la Top Ten.
Collabora al singolo Legala (meglio conosciuto come Lega La Lega) uscito come 'To-sse' (Torino Posse), duetta con Ricky Gianco nel brano Anche un vagabondo e scrive una parte di testo per il nuovo singolo di Francesco Baccini Lei Sta Con Te.
Nel 1994 comincia gli studi del theremin, strumento musicale che da sempre lo affascinava e con il quale, non più troppo interessato ad apparire in veste di cantante, crea 9 brani strumentali Dub e dark ambient per il suo album successivo, ma la Polygram rifiuta la pubblicazione in quanto troppo azzardati per il mercato italiano. Nel corso dei 3 anni successivi Gaudi li riarrangia con una chiave più ritmica e li pubblica individualmente come singoli con la Irma Records, creandosi lo pseudonimo di Dub Alchemist. Due di quei brani vengono inclusi nell'album The Groove Improver di Ohm Guru. 
Il contratto con la Polygram/Universal termina e Gaudi nel novembre del 1995 si trasferisce a Londra per continuare il suo percorso musicale.

### La carriera in Gran Bretagna (1995-oggi)
Nel 1995 Gaudi si stabilisce nella capitale britannica e comincia a comporre nuovi brani per creare le fondamenta di ciò che successivamente sarà il suo terzo album solista Earthbound, entra poi in contatto con varie agenzie di management che, procurandogli lavori come remixer e produttore, fanno crescere il suo profilo nella scena discografica londinese.
L'anno dopo raggiunge il numero 1 nella classifica Dance inglese con il remix del brano Jus'Come dell'artista Cool Jack, uscito ccome 'Terra Terra' in collaborazione con dj Angelino e grazie a questo risultato Gaudi si consolida nell'industria discografica inglese come remixer e produttore conquistandosi anche nei due anni successivi altre posizioni nella classifica Inglese con i suoi remix dei brani All About Us di Peter Andre al numero 3 e Taxloss della band Mansun al numero 15.
Riceve tre dischi d'oro e un disco d'argento e compone musiche per programmi televisivi BBC e MTV fra i quali European Music Awards che usano Cadillac Kitsch come sigla, brano che successivamente viene pubblicato come con lo pseudonimo Mad Master Moog.
Ispirato dal film fantascientifico Viaggio allucinante, Gaudi e il musicista Pauli Atzei creano il concept album Sound of Anatomy con lo pseudonimo Ultraviolet Zero, questa sarà la prima pubblicazione della sua etichetta Sub Signal Records.
Realizza poi il suo quarto album Earthbound e la versione dub Earthbound in dub, intensifica il suo lavoro come produttore e remixer per artisti quali: Lamb, Simple Minds, Artful Dodger, Kinobe, Bob Marley, Dusted, Trilok Gurtu, 1 Giant Leap, Afrika Bambaataa, Apache Indian, Cast, Mazzy Star, Shpongle, Almamegretta, Patty Pravo, Elisa e Irene Grandi per la quale scrive la canzone Non ti scriverò, remixa il singolo Che vita è (entrambi contenuti nell'album 'Per fortuna purtroppo') e, assieme a Riccardo Cavalieri scrive 2 nuovi brani per Irene Grandi, Lady Picche e Lasciala andare, raggiungendo il n.2 nella classifica italiana 16 settimane consecutive. 
Entrambe le canzoni vengono incluse nell'album Indelebile e successivamente nel doppio Irene Grandi - Hits ottenendo per entrambi il Disco di Platino. Il successo di Lasciala Andare raggiunge anche la Grecia dove la cantante ellenica Eleonora Zouganeli la reinterpreta intitolandola Fevgo Gia Mena Mia Fora per il mercato greco ottenendo un enorme successo nazionale.  
Collabora con la cantante Elisa nelle canzoni A little over zero, sulla quale suona il theremin e il Moog, e Gift per la quale produce un remix. L'album Asile's World vende 230.000 copie e raggiunge il n.5 nella classifica italiana, l'amicizia con la cantante si stringe ulteriormente e qualche anno dopo Elisa è ospite nella canzone Brainwashed again di Gaudi, inclusa nel suo album No Prisoners.
Il suono del Theremin cattura l'interesse di altri artisti e Gaudi collabora con la cantante Ornella Vanoni in collaborazione con Delta V nella canzone L'infinito, con il dj newyorkese Grandmaster Flash nel brano rap What if cantato da KRS-One, e con dj Pathaan per il loro futuro progetto Orchestral World Groove, che vedrà impegnato questo duo per 4 anni sulla composizione di brani world music e collaborazioni con cantanti tradizionali provenienti da vari paesi del mondo, incluso Raiz, frontman della band Almamegretta.
È proprio con Raiz e Paolo Polcari degli Almamegretta che Gaudi lavora sui film Cuore Scatenato del regista Gianluca Sodaro e Luna Rossa di Antonio Capuano, quest'ultimo presentato al Festival di Cannes.
Compone altre colonne sonore, per i film Sogni di gloria, Sogni di gloria - La rivincita di Raf, per lo spettacolo teatrale My Beautiful Laundrette di Hanif Kureishi (realizzata poi su Compact disc per l'etichetta Sub Signal Records) e, con il musicista/inventore francese Michel Moglia, crea lo spettacolo Elemental, un'opera per theremin e "Organo a Fuoco" (strumento musicale inventato da Moglia consistente in una struttura metallica di 20 metri con canne di organo funzionanti col fuoco). 
Questo spettacolo ha debuttato al Colosseo di Roma in occasione della Notte Bianca, di fronte a un pubblico di 350.000 persone. 
In quella occasione Gaudi conosce il compositore Massimo Nunzi col quale lavora per la scrittura in chiave jazz/sinfonica/elettronica dell'opera di William Shakespeare La tempesta, presentata poi dal vivo alla Villa Borghese di Roma e al Festival Jazz di Roccella Ionica con l'orchestra composta da 26 musicisti fra i quali Gianluigi Trovesi, Paolo Damiani, Gianluca Petrella, Mederic Collignon, Ada Montellanico, Niccolò Fabi, lo stesso Nunzi come direttore d'orchestra e Gaudi al theremin e sintetizzatori.
Con Paolo Polcari, Dr Cat e Bill Laswell esce Recreational, un album di dub sperimentale realizzato per la Green Queen Music con il nome Weirdub. 
Realizza un remix per la band Scozzese Simple Minds, brano The Man Who Sold the World scritto da David Bowie e successivamente collabora con il leader del gruppo Jim Kerr su Innerworld Pascal Life. 
La casa discografica canadese Interchill Records pubblica il settimo album di Gaudi Bass, Sweat & Tears che raggiunge il numero 2 nella classifica Europea di iTunes, il numero 3 in quella giapponese e il numero 32 in quella americana. Il singolo Sufani estratto dall'album viene incluso nella colonna sonora dei film Bollywood Rog e Fareb della regista Pooja Bhatt, mentre il brano Chant Thermique viene incluso nel film/documentario Let It Ride premiato in Canada con "Award for Best Movie Soundtrack". 
Gli ospiti in questo album sono il gruppo spagnolo di Flamenco Ojos de Brujo e gli artisti italiani Lina Sastri e Nidi D'Arac.
Nei due anni successivi escono i due album sperimentali GAUDI:TESTA1105 - Continvvm (Em:t Records) in collaborazione con il musicoterapeuta Antonio Testa e Re:sonate con il produttore tedesco di ambient music, Pete Namlook, uscito per la Fax Records. 
Nei Livingston Studios di Londra lavora con i produttori Dennis Bovell e Lee "Scratch" Perry su nuove versioni dei brani Kaya, Sun Is Shining e Punky Reggae Party di Bob Marley.
Produce l'album Walkin' Target di Ashtech (bassista degli Almamegretta), con la partecipazione di Cheshire Cat del gruppo Inglese Leftfield, compone il brano Palmprint con il duo Britannico Sounds from the ground incluso nel loro album High Rising e realizza la compilation Sub Signals vol.1 (Interchill Records / Sub Signal Records).
Con Horace Andy registra la voce e remixa il brano Just Say Who incluso nell'album Vulgus degli Almamegretta.
L'etichetta statunitense Six Degrees Records pubblica Dub Qawwali un album spirituale di musica dub e tradizione musicale Qawwali con la voce del cantante Pakistano e Maestro Sufi Nusrat Fateh Ali Khan, che raggiunge il n.2 nella classifica iTunes Americana, il numero 4 in quella Inglese, una nomination ai World Music Awards 2008 costituiti dalla BBC e ottiene il titolo di "Album più venduto su Amazon.com".
Lavora come Vocal coach alle prime tre edizioni del programma televisivo musicale 'The X Factor' su Rai Due  dove, assieme a Morgan, porta il gruppo da lui seguito Aram Quartet alla vittoria della prima edizione, collabora alla scrittura del loro primo singolo 'Chi (Who)' raggiungendo il n.5 nella classifica Italiana. 
Nella seconda e terza edizione Gaudi è affiancato a Mara Maionchi con la quale, portano il gruppo The Bastard Sons of Dioniso da loro seguito, alla vittoria del "Premio Della Critica" nella seconda edizione. Gaudi produce l'E.P di esordio L'amor Carnale dei Bastard Sons of Dioniso raggiungendo il numero 1 nella classifica Italiana e guadagnandosi il Disco D'oro, seguito dal loro album di debutto In Stasi Perpetua anch'esso prodotto da Gaudi. 
Continua la sua attività televisiva come Vocal Coach e anche per le prime due edizioni del programma The Voice of Italy lavora su Rai Due affiancato a Piero Pelù, col quale scrive il singolo Mille Uragani incluso nell' album Identikit. 
Esce l'album solista No Prisoners con la partecipazione di Michael Franti della band Spearhead, Doctor Israel di Easy Star All Stars, Bunny Wailer, Dub Gabriel e Elisa, con la quale scrive il brano Brainwashed again. 
.

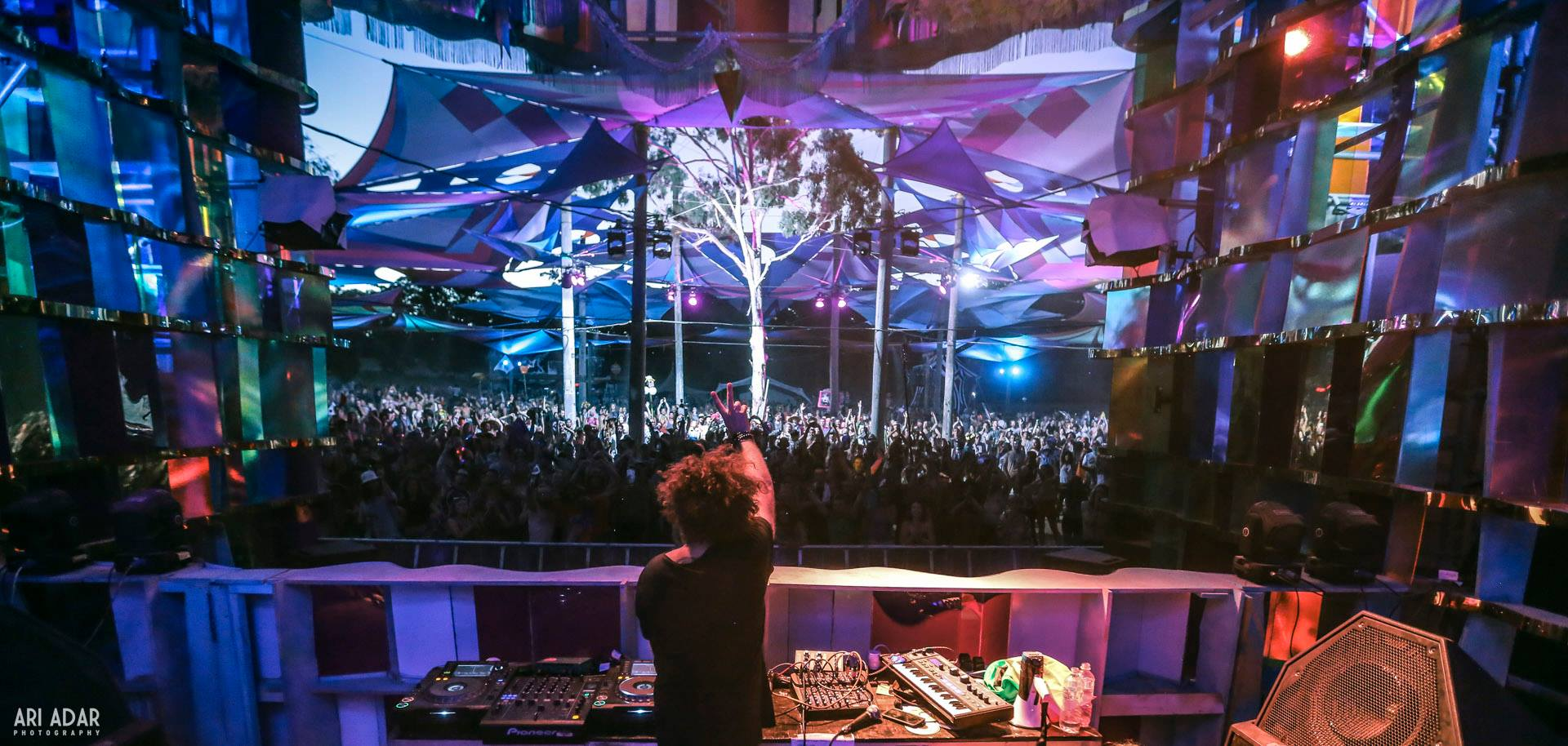
Gaudi in concerto, tour 2017 (Victoria, Australia)

Produce e remixa Desmond Dekker, Bob Andy, Marcia Griffiths, Lamb, Trentemøller, Willie Nelson, Delhi 2 dublin, Adamski, Ganga Giri, Animation, Kaya Project, HFB, The Upsetters, David Harrow, N.O.I.A, Meditronica, Raiz e, si trasferisce a Maui per la produzione del cantante Hawaiano Marty Dread, poi in Oregon per la produzione dell'album Wake The Lion della la band statunitense Indubious.
Assieme a The Orb nasce la collaborazione musicale SCREEN ed esce il loro album We are Screen! con la partecipazione di Martin "Youth" Glover dei Killing Joke al basso, remixa Metallic Spheres featuring David Gilmour dei Pink Floyd alla chitarra e Orbserver featuring Lee "Scratch" Perry alla voce.
Nel 2013 realizza il doppio CD compilation Everlasting e il suo album solista In Between Times con la partecipazione di Michael Rose dei Black Uhuru, Lee "Scratch" Perry, Twilight Circus, The Orb, Danny Ladwa, Dennis Bovell, Raja Ram della band Shpongle), Deadly Hunta, Tahar Momo, Jahmai e Gregory Sams. 
Scrive i brani Together e Turn It Around per Hollie Cook inclusi nell'album Vessel Of Love che raggiunge il n.1 della classifica di Billboard, e pubblica una serie di suoi remix per: Deep Forest, The Beat, Banco De Gaia, Dub FX, Sizzla, The Orb, Natacha Atlas, David Starfire, Beats Antique, Suns Of Arqa, Hang Massive, Danny Ladwa, Tsuioshi Suzuki, Captain Hook, Almamegretta, Loungedelic, Caparezza e Michael Franti, Soom T, Barrington Levy, Don Carlos, Jovine, The Ancient Order, Cian Finn, Max Romeo, Carbon Based Lifeforms, Mondo Marcio, Balkan Beat Box, Dub Pistols e Youth.
È proprio con il produttore Youth che Gaudi realizza l'E.P 2063: A Dub Odyssey e l'album Astronaut Alchemists.
A 10 anni dall'uscita dell'album solista Bass, Sweat & Tears esce la versione dub Dub, Sweat & Tears e successivamente firma un contratto con la Rarenoise Records che pubblica Magnetic, il suo sedicesimo album solista, con la partecipazione di Bill Laswell al basso, Colin Edwin della band Porcupine Tree, Lorenzo Feliciati, Tony Levin, Steve Jansen della band Japan, Pat Mastelotto dei King Crimson, Ted Parsons dei Killing Joke, Nikolaj Bjerre dei Lamb, Roberto Gualdi della Premiata Forneria Marconi, Roger Eno e il gruppo Francese Deep Forest, col quale pubblica il loro album collaborativo Epic Circuits, che consolida il suo profilo artistico sul territorio Francese.
Nel 2018 lavora come tastierista a Los Angeles in una serie di concerti con il saxofonista Scott Page e la cantante Roberta Freeman, entrambi membri dei Pink Floyd, Stephen Perkins dei Jane's Addiction, L. Shankar, Norwood Fisher dei Fishbone e Kenny Olson dei Kid Rock. 
Con questo supergruppo suona il repertorio dei Pink Floyd con nuovi arrangiamenti e l'aggiunta di 12 nuove composizioni scritte da Gaudi, presentato al teatro Wisdome di Los Angeles e portato avanti per 15 concerti sold-out. 
Lavora inoltre dal vivo con la band African Head Charge e con The Orb, coi quali pubblica il triplo album dal vivo The Orb's Further Adventures e il successivo No Sounds Are Out Of Bounds dove Gaudi appare come tastierista e compositore.
Esce l'album Mad Professor meets Gaudi in collaborazione con il produttore reggae Mad Professor e successivamente lavora sull'album Mass Manipulation del gruppo reggae Steel Pulse, suona il piano e le tastiere con Adrian Sherwood su due album di Lee "Scratch" Perry Rainford e Heavy Rain e su due album di Horace Andy Midnight Rocker e Midnight Scorcher.
"Mass Manipulation viene nominato ai Grammy Awards 2019 come "Best Reggae Album of the year" e assieme a Heavy rain raggiungono il n.1 nella classifica Billboard, mentre Rainford raggiunge il n.2.
Pubblica l'album Future Relic col musicista Neozelandese Grouch, remixa O.R.K, The Turbans, Tiki Taane, Tribali, Tongue & Groove, Terranine, Bluetech e, col produttore Hardage realizza l'E.P Ennio Morricone in Dub - The Good, The Dub and The Ugly con il nome LabDub.
Suona le tastiere e collabora alla scrittura di dieci tracce dell'album Abolition of the Royal Familia dei The Orb e il rispettivo album in dub, 
Lavora con Dub FX sul suo nuovo singolo, comincia la produzione del gruppo reggae tirolese Shanti Powa, esce la versione remix dell'album con Youth, dal titolo Youth & Gaudi - Astronaut Alchemists (The Remixes) e il ventesimo album da solista 100 Years of Theremin (The Dub Chapter) che, con la partecipazione di Scientist, Mad Professor, Adrian Sherwood, Dennis Bovell e Prince Fatty si aggiudica il premio di "Best Album of The Year" da Black Rhino e da Electronic Music, con il risultato di sold-out per 4 volte consecutive.
Realizza un 45 giri solista Theremin In Hand e uno con Dub Pistols Blue Monday, raggiungendo il n.1 nella classifica iTunes UK e il n.1 nella classifica Beatport.
Nel 2022 quattro album sui quali Gaudi appare, entrano nella classifica TWGEEMA (The World’s Greatest Ever Electronic Music Albums): Gaudi: 100 Years of Theremin (The Dub Chapter), Youth & Gaudi: Astronaut Alchemists (The Remixes), The Orb: Abolition of The Royal Familia e The Orb: Auntie Aubrey's Excursions Beyond The Call Of Duty pt.3.
Escono i suoi remix di Groove Armada, Jovanotti, Brian Ferry, Steel Pulse, Righeira, Don Letts, Big Audio Dynamite, Jossie Telch, Zoe Devlin, Indubious, Ace Ventura & Astrix, Ink Project, Maxi Priest & Hardage, Ras Tewelde feat Sizzla, Lion D feat Capleton e contribuisce come tastierista al remix I am not a woman, I'm a God (On-U Sound rmx) dell'artista Americana "multi-platino" Halsey.
Produce l'album Dreamer della band Shanti Powa e, assieme a Youth pubblica il loro secondo album Stratosphere.
Scrive e produce le canzoni Step e Don't Stand For Dis della cantante Soom T incluse nel suo album Good, scrive e co-produce il brano Boundary con Dreadzone e Earl 16 e  il brano Sightsee MC feat Don Letts e Soom T, entrambi i brani inclusi nel doppio album Dubwiser vol.2 che si posiziona al n.13 della classifica Inglese. 
Realizza la compilation Sub Signals vol.2, l'E.P Gaudi: Theremin Tribute to The Smiths e remixa e produce: Savana Funk, EMF, Eccodek, Living Light, This Celestial Engine e Meatraffle. 
Con il produttore Australiano Mista Savona, Gaudi pubblica l'album Havana Meets Kingston In Dub con ospiti: Sly & Robbie, Cornel Campbell, Prince Alla, Ernest Ranglin, Leroy Sibbles of The Heptones, Buena Vista Social Club, Lutan Fyah, Randy Valentine, Aza Lineage, Los Van Van e Bongo Herman.
Esce l'album Outta Sync di Don Letts prodotto e co-scritto da Gaudi, feat Wayne Coyne dei The Flaming Lips, Hollie Cook, Terry Hall dei The Specials e l'attore di Hollywood John Cusack. 
Appare come musicista e compositore sull'album Hostile Environment della band Creation Rebel, produce l'E.P Raha uscito come 'Savana Funk & Gaudi', remixa Seun Kuti feat Damian Marley, Caravan Palace, Dreadzone, Dub Pistols e Greenlab.
Con The Orb crea il nuovo progetto collaborativo 'Marree Men', pubblicano il 45giri Flexi Mind The Gap e, co-scrive il singolo The Kid Is Dead di Kid Loco. 
Con la sua band 'Gaudi Kosmisches Trio' pubblica l'album Torpedo Forward, che unisce le sonorità del krautrock a quelle del dub.

## Discografia

### Album solisti e collaborativi
- 2024 - Torpedo Forward come Gaudi Kosmisches Trio - (Curious Music 2024)
- 2022 - Havana Meets Kingston IN DUB con Savona - (VP Records 2022)
- 2022 - Stratosphere con Youth - (Liquid Sound Design)
- 2021 - Sub Signals vol.2 - Selected and mixed by Gaudi (Dubmission Records)
- 2021 - Future Relic con Grouch - (Iboga Records)
- 2020 - 100 Years Of theremin (The Dub Chapter) - (Dubmission Records)
- 2020 - Astronaut Alchemists (The Remixes) con Youth - (Liquid Sound Design)
- 2019 - Mad Professor Meets Gaudi con Mad Professor - (Ariwa Sound)
- 2018 - Astronaut Alchemists con Youth - (Liquid Sound Design)
- 2018 - Epic Circuits con Deep Forest - (EEM/Sub Signal)
- 2017 - Magnetic - (Rarenoise Records)
- 2015 - In between times (The remixes) - (Six Degrees Records)
- 2014 - Dub, Sweat & Tears - (Six Degrees Records)
- 2013 - In between times  - (Six Degrees Records)
- 2012 - We are Screen  (come Screen) - con The Orb - (Malicious Damage)
- 2010 - No Prisoners - (Six Degrees Records)
- 2007 - Dub Qawwali con Nusrat Fateh Ali Khan - (Six Degrees Records)
- 2007 - Sub Signals vol.1 - Selected and mixed by Gaudi (Interchill / Sub Signal Records)
- 2006 - Re:sonate con Pete Namlook - (Fax Records)
- 2005 - Continvvm con Antonio Testa - (Em:t Records)
- 2004 - Bass, Sweat & Tears - (Interchill)
- 2002 - My Beautiful Laundrette con Keita - (Sub Signal)
- 2002 - Recreational (come Weirdub) - (Sub Signal)
- 2000 - Earthbound in Dub - (Sub Signal)
- 1999 - Earthbound - (Bustin'Loose/Antenna)
- 1996 - Sound of Anatomy (come Ultraviolet) - (Sub Signal)
- 1993 - Gaudium Magnum - (PolyGram/Mercury Records)
- 1991 - Basta Poco - (PolyGram/Mercury Records)

### Singoli ed EP
- 2025 - Disturbia come Phonolab ft. Mark Stewart - (Subsound Records)
- 2024 - Torpedo Forward come Gaudi Kosmisches Trio - (Curious Music)
- 2024 - The Kid Is Dead con Kid Loco e Don Letts - (Wagram)
- 2024 - How Far Am I Willing To Go - (Atto Records)
- 2024 - Min The Gap con The Orb, come Marree Men - (Orbscure Records)
- 2024 - Raha con Savana Funk - E.P (Record Kicks)
- 2023 - Touch con Don Letts - (Cooking Vinyl Records)
- 2023 - Shakatak - (Dubmission Records)
- 2023 - We Can Do It Better con Brixton Heights - (Brixton Heights Records)
- 2023 - I Wanna Understand con Awa Fall - (Sub Signal Records)
- 2022 - Theremin Tribute To The Smiths, E.P - (Sub Signal Records)
- 2022 - Love is my foundation con Brixton Heights - (Brixton Heights Records)
- 2021 - Blue Monday con Dub Pistols e Dubmatix - (Cyclone Records)
- 2021 - Dropping The Pressure con Youth - (Liquid Sound Design)
- 2021 - Noizu / The 2nd Act (Paranoise) - (Skank Bloc Records)
- 2021 - Distance con Grouch - (Iboga Records)
- 2020 - Theremin In Hand / Theremin Memoir - (Dubmission Records)
- 2020 - Astronaut Alchemists (Selected Remixes) con Youth - (Liquid Sound Design)
- 2019 - Ennio Morricone in Dub - The Good, The Dub and The Ugly (Lab Dub) - (Lab Dub Records)
- 2016 - 2063: A Dub Odyssey (Youth & Gaudi) - (Liquid Sound Design)
- 2016 - Electronic Impromptu in E-Flat Minor - (Rarenoise Records)
- 2010 - Bad Boy Bass  (Six Degrees Records)
- 2007 - Dub Qawwali Remixed (con Nusrat Fateh Ali Khan) - (Six Degrees Records)
- 2007 - Remixes EP - (Interchill)
- 2004 - Sufani - (Absolutely Records)
- 2000 - Desert - (Bustin'Loose)
- 1999 - Cadillac Kitsch (Mad Master Moog) - (Tube Trax)
- 1996 - Retrospective (Dub Alchemist) - (Irma Records)
- 1995 - I Want to Break Free (Los Angels) - (Zac)
- 1994 - Vinile (Lainz Meet Gaudi) - (Black note)
- 1993 - Andavo a 100 all'ora - (PolyGram)
- 1992 - Magari - (PolyGram/Mercury Records)
- 1991 - 1990 anni fa - (PolyGram/Mercury Records)
- 1991 - Legala (Tosse) - (Vox Pop)
- 1991 - Malinconico love - (PolyGram/Mercury Records)
- 1991 - Ghe Sboro (Aseo) - (Srazz records)
- 1990 - Talking to You (National Rare Groove) - (Calypso)
- 1989 - Let's Dance (National Rare Groove) - (Calypso)
- 1989 - Etnotechno (4 T Thief) - (Irma records)
- 1989 - Don't Forget This (Dr. Muff & Crazy Stuff) - (Mighty Quinn)
- 1986 - Peggio della colla (Raptus) - (Attak Punk records)

### Remix
| Anno | Artista                            | Titolo                                                   | Etichetta                |
| ---- | ---------------------------------- | -------------------------------------------------------- | ------------------------ |
| 2025 | Roedelius & Tim Story              | Lazy Arc                                                 | Curious Music 2025       |
| 2025 | Dub Spencer & Trance Hill          | Bluster                                                  | Echobeach Records 2025   |
| 2024 | The Ones                           | Flawless                                                 | Stordisco Records 2024   |
| 2024 | Seun Kuti ft Damian Marley         | Dey (Gaudi & Don Letts remix)                            | Record Kicks 2024        |
| 2024 | Caravan Palace                     | Raccoons (Gaudi & Don Letts remix)                       | Wagram 2024              |
| 2024 | An Dannsa Dub                      | Tha Mi Air Chall                                         | Booth / Mc Laughlin 2024 |
| 2023 | Dub Pistols ft Top Cat             | Jump On It (Gaudi & Don Letts remix)                     | Cyclone Records 2023     |
| 2023 | Dreadzone ft Earl 16               | Boundary                                                 | Dubwiser Records 2023    |
| 2023 | Meatraffle                         | Lambeth Walk (Gaudi & Don Letts remix)                   | Blang Limited 2023       |
| 2023 | Savana Funk                        | Lipari                                                   | Garrincha Dischi 2023    |
| 2023 | Eccodek                            | I Wanna Talk To You                                      | Six Degrees Records 2023 |
| 2023 | This Celestial Engine              | Isotopic Insertion                                       | TCE Records 2023         |
| 2023 | UB40 feat Inner Circle             | Rebel Love                                               | SRG Records              |
| 2022 | Brian Ferry                        | Gemini Moon                                              | Virgin Records           |
| 2022 | EMF                                | Unbelievable                                             | Parlophone Records       |
| 2021 | Groove Armada                      | Oh Tweak To Me                                           | Dubmission Records       |
| 2021 | The Orb                            | Ital Orb                                                 | Cooking Vinyl            |
| 2021 | Big Audio Dynamite                 | E=MC2                                                    | Late Night Tales         |
| 2021 | Halsey                             | I am not a woman, I'm a God (OnU rmx + Gaudi             | Capitol Records          |
| 2021 | Jovanotti                          | Il Boom                                                  | Sbam Records             |
| 2021 | Dub Pistols + Dubmatix + Gaudi     | Blue Monday (Gaudi dub)                                  | Cyclone Records          |
| 2021 | Indubious                          | I can breathe                                            | Easy Star Records        |
| 2021 | Righeira                           | Vamos a la playa                                         | Kottolengo Records       |
| 2021 | Lion D ft.Capleton                 | Warning Dub                                              | Bizzarri Records         |
| 2021 | Zoe Devlin                         | Caroline No                                              | Late Night Tales         |
| 2021 | Maxi Priest + Hardage              | Don't let me down                                        | Music OK                 |
| 2021 | Ras Tewelde ft. Sizzla             | Aim for the top dub                                      | Bizzarri Records         |
| 2021 | Ink Project                        | Feeding the fire                                         | Rough Trade              |
| 2021 | Jossie Telch                       | Frogs                                                    | Iboga Records            |
| 2020 | Dub FX                             | Fire every day                                           | Convoy                   |
| 2020 | The Elovaters                      | So Many Reasons                                          | Rootfire Cooperative     |
| 2020 | The String Cheese Incident         | Crisis (Dub mix)                                         | SCI                      |
| 2020 | Tiki Taane                         | Soldier of fire                                          | TT                       |
| 2020 | Terra Nine                         | Dub terratory                                            | Iboga Records            |
| 2019 | Bluetech                           | Crystalline Forms                                        | Liquid Sound Design      |
| 2019 | Rocky Dawuni                       | Modern Man                                               | Six Degrees Records      |
| 2019 | Midival Punditz                    | Rootha Yaar                                              | Six Degrees Records      |
| 2019 | Tribali                            | Moal Boal                                                | T Records                |
| 2018 | The Turbans                        | Aman                                                     | Six Degrees Records      |
| 2018 | Maria Matveeva                     | Kalinushka                                               | Playground               |
| 2018 | Johny Dar                          | Scars                                                    | Playground               |
| 2017 | Havana meets Kingston              | Carnival                                                 | ABC                      |
| 2017 | Almamegretta                       | O dub comm'e'                                            | Goodfellas               |
| 2017 | Max Romeo & Cian Finn              | Dub Applies                                              | Emerald Isle             |
| 2016 | Carbon Based Lifeforms             | Photosynthesis                                           | Ultimae                  |
| 2016 | Barrington Levy                    | Times Hard                                               | Ras Records              |
| 2016 | Balkan Beat Box                    | Chin Chin                                                | Digital Monkey           |
| 2016 | Deep Forest                        | Sing with the birds                                      | DFR                      |
| 2016 | Kaya Project                       | Zema Lasu                                                | Interchill               |
| 2016 | The Ancient Order                  | DMT                                                      | T.A.O                    |
| 2016 | Mondo Marcio                       | Lost in the world                                        | Universal                |
| 2015 | Hang Massive                       | Marine migration                                         | Hangmusic                |
| 2015 | Caparezza                          | Avrai ragione tu                                         | Universal                |
| 2015 | Cian Finn & Hollie Cook            | Come away                                                | Emerald Isle             |
| 2015 | Kaya Project                       | Crossing The River                                       | Echoplast                |
| 2014 | The Beat                           | Mirror in the bathroom                                   | Not Them Again           |
| 2014 | Dub FX                             | Concord                                                  | Convoy UNLTD             |
| 2014 | Banco de gaia                      | Lamentation                                              | Disco Gecko              |
| 2014 | Sizzla                             | I'm living                                               | Muti Records             |
| 2014 | Deep Forest                        | Dub Africa                                               | Fontana                  |
| 2014 | Caparezza e Michael Franti         | È tardi                                                  | Universal                |
| 2013 | Suns of Arqa                       | African temples                                          | SOA                      |
| 2013 | Joujouka                           | Painless pain                                            | EMI                      |
| 2012 | David Starfire and Natacha Atlas   | Ya Habibi                                                | Six Degrees Records      |
| 2011 | Lamb                               | Build a fire                                             | Strata 20                |
| 2011 | Trentemøller                       | Always something better                                  | Pokerflat                |
| 2011 | The Orb and Lee Perry              | Soulman                                                  | Cooking Vinyl            |
| 2011 | David Harrow                       | This is the earliest we're ever been late (Screen remix) | TBA                      |
| 2011 | N.O.I.A                            | Time is over me                                          | N.O.I.A.2011             |
| 2011 | Adriano K                          | Juan del Monte                                           | TBA                      |
| 2011 | Animation                          | Miles runs the voodoo down                               | RareNoiseRecords         |
| 2011 | The Orb feat. David Gilmour        | Metallic Spheres                                         | Columbia                 |
| 2010 | Delhi 2 Dublin                     | Raise it up                                              | D2D                      |
| 2010 | Ganga Giri                         | Good Voodoo                                              | GG                       |
| 2010 | The Upsetters                      | The good, the bad and the upsetter                       | Trojan                   |
| 2009 | The Orb                            | Meandering through the emerald turf                      | Malicious Damage         |
| 2009 | HFB                                | 140 Billion                                              | Mailicious Damage        |
| 2009 | TATU                               | Time of the Moon                                         | T.A. Music               |
| 2009 | Willie Nelson                      | Light this up                                            |                          |
| 2009 | Kaya Project                       | Calico Stomp                                             | Interchill Records       |
| 2009 | Desmond Dekker                     | Wonderful World                                          | Trojan                   |
| 2008 | The Orb                            | Vuja de                                                  | Liquid Sound             |
| 2008 | Zion Train                         | What a Situation                                         | Universal Egg            |
| 2004 | Ojos de brujo                      | Naita                                                    | Fabrica de Colores       |
|      | Lamb                               | Sweet                                                    | Mercury                  |
|      | Bob Marley                         | Soul Shakedown Party                                     | Universal                |
|      | Bob & Marcia                       | Trouble in Mind                                          | Trojan                   |
|      | Kinobe                             | 'Butterfly'                                              | Pepper/Jive              |
| 2008 | Almamegretta feat. Horace Andy     | Just Say Who                                             | Sanacore                 |
|      | Tripswitch                         | Exiles                                                   | Liquid Sound             |
|      | Noiseshaper                        | Walls of Silence                                         | Echo Beach               |
| 2003 | Simple Minds                       | The Man Who Sold the World                               | Absolutely               |
|      | 1 Giant Leap                       | The Way You Dream (OWG remix)                            | Palm Picture             |
|      | Spiral System                      | T.O.P. (Taste of Punjab)                                 | Macro Records            |
|      | Omnimotion                         | Japan                                                    | Chillosophy              |
|      | Nusrat Fateh Ali Khan              | Bethe Bethe Kese Kese                                    | Six Degrees              |
| 2000 | Elisa                              | Gift                                                     | Sugar Music              |
| 2005 | Fatboy Slim                        | Don't Let the Man Get You Down                           |                          |
|      | INXS                               | Need You Tonight                                         | Rhino Records            |
| 2003 | Scissor Sisters                    | Comfortably Numb                                         |                          |
|      | Scotty                             | Monkey Drop                                              | Trojan                   |
|      | Mansun                             | Taxloss                                                  | Parlophone               |
|      | Cast                               | History                                                  | Polydor                  |
|      | Artful Dodger feat. Romina Johnson | Movin' too Fast                                          | XL                       |
|      | Meditronica                        | Ki Eshmera Shabbat                                       | Rare Noise Records       |
|      | Trilok Gurtu                       | Future Heat (OWG remix)                                  | Silvascreen              |
|      | Afrika Bambaataa                   | You Ask for the Moon                                     | Jam It UK                |
|      | Mazzy Star                         | Roseblood                                                | Capitol                  |
|      | Apache Indian                      | Real People                                              | East West                |
|      | General Levy feat. Space Police    | Renegade                                                 | Cat Records              |
| 2003 | Morgan                             | Crash                                                    | Columbia                 |
|      | The Dum Dum Project                | Hey Diwani, Hey Diwana                                   | Silvascreen              |
|      | Innerworld feat. Jim Kerr          | Pascal Life                                              | Absolutely               |
|      | Matt Coldrick                      | Sweet as Rain                                            | Absolute Ambient         |
| 1999 | Karen Ramírez                      | Lies                                                     | Bustin' Loose            |
| 1997 | Irene Grandi                       | Che vita è                                               | East West                |
|      | Jestofunk feat. Jocelyn Brown      | Special Love                                             | Irma Records             |
|      | Karunesh                           | Punjab (OWG remix)                                       | Stoned Asia Music        |
|      | Peter Andre                        | All About Us                                             | Mushroom                 |
|      | Black Star Liner                   | Bollywood Radio (OWG remix)                              | BST                      |
|      | Dusted                             | Under the Sun (OWG remix)                                | Go Beat                  |
| 1997 | Patty Pravo                        | Pensiero stupendo '97                                    | Epic                     |
|      | Shpongle                           | Dorset Perceptions                                       | Twisted Records          |
|      | Cool Jack                          | Jus' come                                                | AM PM                    |
|      | Raiz                               | Astrigneme                                               | Nun                      |
|      | Rebbie Jackson                     | Yours Faithfully                                         | Sony Music               |
|      | Rey                                | Over My Shoulder                                         | Volume Records           |
|      | Janet Rushmore                     | Pleasure                                                 | Free Town                |
|      | Emilia                             | Singular Formula                                         | Bustin' Loose            |
|      | Angelmoon                          | All I Want                                               | V2                       |
|      | Cosmic Rocker                      | Liquid Medium                                            | Kickin Music             |
|      | Siamese Minds                      | Life                                                     | Positiva                 |
| 1999 | Almamegretta                       | O mmeglio d'a vita                                       | BMG                      |
|      | Doof                               | Star Over Parvati (OWG remix)                            | Twisted                  |
|      | New Clear Family                   | Generation of Love                                       | Warner                   |
| 2000 | Daniele Groff                      | If You Don't Like It                                     | BMG                      |
|      | Francesca Lago                     | Venere e Marte                                           | Edel                     |
|      | Infernal                           | Serengeti (OWG remix)                                    | Flex Records             |
|      | Capucino                           | Genetica Electronica                                     | Cavernjatt               |
|      | Love City                          | I Found Lovin'                                           | East West                |
|      | B.A.G. feat. Taka Boom             | Back Up                                                  | 2R Records               |
|      | Jeanie Tracy                       | Happiness                                                | Deconstruction           |
|      | Pino Donaggio                      | Theme from Brian de Palma's Movie "Carrie"               | Six Degrees              |
|      | Indiana                            | Who's in My Vein                                         | Platipus                 |
|      | L.A. Believers                     | She Said                                                 | Jam It UK                |

### Produzioni e progetti
| Progetto/Artista                   | Lavoro                                                                                           | Anno |
| ---------------------------------- | ------------------------------------------------------------------------------------------------ | ---- |
| The Orb                            | singolo 'Ital Orb', remix                                                                        | 2021 |
| Groove Armada                      | singolo 'Oh Tweak To Me', remix                                                                  | 2021 |
| Halsey                             | singolo 'I am not a woman I'm a God' (On-U rmx), tastiere                                        | 2021 |
| Gaudi ft. Steel Pulse              | singolo 'Cry Dubber', produzione                                                                 | 2021 |
| Big Audio Dynamite                 | singolo 'E=MC2', remix                                                                           | 2021 |
| Jovanotti                          | singolo 'Il Boom', remix                                                                         | 2021 |
| Youth & Gaudi                      | singolo 'Dropping The Pressure', co-produzione e composizione                                    | 2021 |
| Indubious                          | singolo 'I Can Breathe', remix                                                                   | 2021 |
| The Orb                            | album 'Abolition Of The Royal Familia' IN DUB, composition e tastiere in 5 trace                 | 2020 |
| Shanti Powa                        | album 'Dreamer', produzione                                                                      | 2021 |
| Gaudi & Grouch                     | album 'Future Relic', produzione                                                                 | 2021 |
| Paranoise                          | single 7in vinile 'Noizu' / 'The 2nd Act', co-produzione e composizione con Diego D'Agata        | 2021 |
| Ink Project                        | singolo 'Feeding The Fire', remix                                                                | 2021 |
| Dub Pistols, Dubmatix, Gaudi       | singolo vinile 'Blue Monday' + 2 dub versions, produzione                                        | 2021 |
| Maxi Priest & Hardage              | singolo 'Don't let me down' + dub version, produzione                                            | 2021 |
| Lion D ft Capleton                 | singolo 'Warning', dub version                                                                   | 2021 |
| The Orb                            | album 'Auntie Aubrey's Excursions Beyond The Call Of Duty pt.3', 2 tracce co-produzione          | 2021 |
| Ras Tewelde ft Sizzla              | singolo 'Aim from the top', dub version                                                          | 2021 |
| Gaudi                              | singolo 7in vinile 'Theremin in hand' and 'Theremin memoir', produzione, composizione            | 2020 |
| Shanti Powa                        | singolo 'Rainy Day' + dub version, produzione, composizione                                      | 2020 |
| Gaudi                              | album '100 Years Of theremin (the Dub Chapter)', composizione, produzione, theremin              | 2020 |
| The Orb                            | album 'Abolition Of The Royal familia', tastiere, composizione                                   | 2020 |
| Youth & Gaudi                      | album 'Astronaut Alchemists (The Remixes)', produzione, composizione                             | 2020 |
| Mad Professor Meets Gaudi          | album omonimo, produzione, composizione                                                          | 2019 |
| Lee "Scratch" Perry                | album 'Heavy Rain', tastiere                                                                     | 2019 |
| Gaudi & Grouch                     | song 'Aisha', songwriting e produzione                                                           | 2019 |
| Dub FX                             | song 'Fire Every Day', dub version, remix                                                        | 2019 |
| Horace Andy                        | song 'Mr Bassie', piano                                                                          | 2019 |
| Steel Pulse                        | album 'Mass Manipulation', produzione e dubs                                                     | 2019 |
| Lee "Scratch" Perry                | album 'Rainford', tastiere                                                                       | 2019 |
| Tiki Taane                         | song 'Soldier Of Fire', dub remix                                                                | 2019 |
| Dream Machine                      | album 'Temple Of Dreams', produzione                                                             | 2019 |
| Youth & Gaudi                      | album 'Astronaut Alchemists', produzione e songwriting                                           | 2018 |
| The Orb                            | album 'No Sounds Are Out Of Bounds', songwriting e tastiere                                      | 2018 |
| Hollie Cook                        | album 'Vessel Of Love', songwriting e tastiere                                                   | 2018 |
| Deep Forest & Gaudi                | album 'Epic Circuits', produzione, composizione                                                  | 2018 |
| The Turbans                        | song 'Aman', remix                                                                               | 2018 |
| Youth & Gaudi                      | vinyl EP "2063: A Dub Odyssey", produzione                                                       | 2017 |
| Gaudi                              | album "Magnetic", produzione                                                                     | 2017 |
| Loungedelic                        | album "Horse Riding To Jupiter", produzione                                                      | 2016 |
| Barrington Levy                    | brano "Times Hard", remix                                                                        | 2016 |
| Balkan Beat Box                    | brano "Chin Chin", remix                                                                         | 2016 |
| Carbon Based Lifeforms             | brano "Photosynthesis", remix                                                                    | 2016 |
| Soom T                             | due brani "E.P", produzione                                                                      | 2016 |
| The Ancient Order                  | brano "DMT", remix                                                                               | 2016 |
| Kaya Project                       | brano "Zema Lasu", remix                                                                         | 2016 |
| Mondo Marcio                       | brano "Lost in the world", remix                                                                 | 2016 |
| Miss Fritty                        | brano "Non so de dou", produzione                                                                | 2016 |
| Natacha Atlas e David Starfire     | brano "Ya Habibi", remix                                                                         | 2015 |
| Jovine                             | brano "Fulmini", composizione                                                                    | 2015 |
| Dub FX                             | brano "Concord", remix                                                                           | 2015 |
| Dub pistols                        | brano "Real gangsta", remix                                                                      | 2015 |
| Danny Ladwa                        | Album "Unfolding", produzione e composizione                                                     | 2015 |
| Cian Finn & Hollie Cook            | brano "Come away", remix                                                                         | 2015 |
| Kaya Project                       | brano "Crossing The River", remix                                                                | 2015 |
| Caparezza                          | brano "Avrai ragione tu", remix                                                                  | 2015 |
| Piero Pelù                         | brano "Mille uragani", composizione                                                              | 2014 |
| Gaudi                              | Album "Dub, Sweat & Tears", produzione e composizione                                            | 2014 |
| Caparezza e Michael Franti         | brano "È tardi", remix                                                                           | 2014 |
| Sizzla                             | brano "I'm living", remix                                                                        | 2014 |
| Indubious                          | Album, "Wake the lion", produzione e composizione                                                | 2013 |
| Gaudi                              | Album "In between times", produzione e composizione                                              | 2013 |
| Marty Dread                        | brani "What I am" e "Nuclear Ting", produzione                                                   | 2012 |
| Everlasting                        | Album compilation, selezione e mixaggio                                                          | 2012 |
| Noia                               | brano "Time is over me" - rmx con The Orb                                                        | 2012 |
| Adriano K                          | brano "Juan del Monte - rmx con The Orb                                                          | 2012 |
| Lamb                               | brano "build a fire", remix                                                                      | 2012 |
| Trentemøller                       | brano "Always something better", remix                                                           | 2011 |
| The Orb e Lee Scratch Perry        | brano "Soulman", remix                                                                           | 2011 |
| David Harrow                       | brano "This is the earliest we're ever been late" (Screen remix)                                 |      |
| Animation                          | brano "Miles runs the voodo down"                                                                | 2011 |
| Screen                             | album "We are Screen" produzione e composizione                                                  | 2012 |
| Delhi 2 Dublin                     | brano "Raise it up" remix                                                                        | 2011 |
| The Orb e David Gilmour            | brano "Metallic Spheres" remix                                                                   | 2011 |
| The Upsetters                      | brano "The good, the bad and the Upsetter" rmx with The Orb                                      | 2011 |
| Ganga Giri                         | brano "Good Voodoo" remix                                                                        | 2011 |
| The Orb                            | brano "Meandering through the emerald turf" remix                                                | 2011 |
| HFB                                | brano "140 billion"                                                                              | 2010 |
| Gaudi                              | E.P. "Bad Boy Bass - Remixes" produzione e composizione                                          | 2010 |
| Tatu                               | brano "Time of the moon" remix                                                                   | 2010 |
| Kaya Project                       | brano "Calico stomp" remix                                                                       | 2010 |
| Gaudi                              | album "No Prisoners", produzione e composizione                                                  | 2010 |
| Joy                                | brano "Rockstar 4 the night"                                                                     | 2010 |
| Gaudi & Nusrat Fateh Ali Khan      | E.P "Dub Qawwali- Remixes", produzione e composizione                                            | 2008 |
| Meditronica                        | brano "Ki Eshmera Shabbat", remix                                                                | 2010 |
| Desmond Dekker                     | brano "What a Wonderful World", remix with The Orb                                               | 2010 |
| Kaya Project                       | track "Calico Stomp", remix                                                                      | 2010 |
| Yavanna                            | brano "Una donna migliore", Arrangiamento e Produzione                                           | 2009 |
| The Bastard Sons of Dioniso        | Album "In stasi perpetua", Arrangiamenti vocali e composizione con i The Bastard Sons Of Dioniso | 2009 |
| The Bastard Sons of Dioniso        | brano "L'amor carnale", Arrangiamenti vocali e composizione con i The Bastard Sons Of Dioniso    | 2009 |
| Grandmaster Flash                  | brano "What if no more hip hop", theremin e moog                                                 | 2008 |
| Hardage feat. Gaudi                | brano “So Bright”, Composizione e Moog                                                           | 2008 |
| Aram Quartet                       | brano “Chi (Who)”, Arrangiamenti vocali e composizione con Morgan                                | 2008 |
| Almamegretta feat. Horace Andy     | brano "Just say who", ingegnere del suono e remix                                                | 2008 |
| Gaudi + Nusrat Fateh Ali Khan      | Album “Dub Qawwali”, production and writing                                                      | 2007 |
| Let It Ride                        | colonna Sonora del film                                                                          | 2007 |
| Ashtech                            | Produzione e Composizione album “Walkin' Target”                                                 | 2007 |
| Sounds From The Ground feat. Gaudi | brano "Palmprint", composizione + theremin                                                       | 2006 |
| Gaudi & Greg Hunter                | brano "Gyp", produzione e composizione                                                           | 2006 |
| Sub Signals Vol 1                  | Album compilation, selezione e mixaggio                                                          | 2006 |
| B+                                 | brano "Make your move", produzione e composizione                                                | 2006 |
| Sali Siva                          | brani "Fly" e "Raga", produzione                                                                 | 2006 |
| Laxula                             | album “In Xile”, masterizzazione                                                                 | 2006 |
| Saros 133                          | brano “Then whip R.T.”, produzione e composizione                                                | 2006 |
| Dub Alchemist                      | brano “M.F. Rainbow”, produzione e composizione                                                  | 2006 |
| Gaudi                              | brano “Polar storm”, produzione e composizione                                                   | 2006 |
| Gaudi & Pete Namlook               | Album "Re:sonate ", produzione e composizione con Pete Namlook                                   | 2006 |
| Saros 133                          | brano “To the source”, produzione e composizione                                                 | 2006 |
| Lee Scratch Perry                  | brani "Kaya", "Sun is shining", "Punky reggae Party", programmazione                             | 2005 |
| Irene Grandi                       | brani Lasciala andare e Lady picche, composizione                                                | 2005 |
| Gaudi & Tripswitch                 | brano "on the edge", produzione e composizione                                                   | 2005 |
| Gaudi: Testa                       | Album "Continuum ", produzione e composizione con A.Testa                                        | 2005 |
| Trispswitch                        | brano "Exiled", percussioni                                                                      | 2005 |
| Elemental                          | Colonna Sonora, composizione e produzione                                                        | 2004 |
| Gaudi                              | Album "Bass, Sweat & Tears", produzione e composizione                                           | 2004 |
| Red Seal                           | brano "Voices from beyond", voce                                                                 | 2004 |
| Echology                           | brano"Canzone Sporca", produzione e composizione con Bejey                                       | 2004 |
| The Egg                            | brano "Walking on the snow" produzione e theremin                                                | 2004 |
| Gaudi vs Tripswitch                | brano "Subdown", produzione e composizione                                                       | 2004 |
| Sansura                            | brano "This is India", produzione e composizione                                                 | 2004 |
| The Dum Dum project feat.OWG       | brano “Monsoon tears” produzione e composizione                                                  | 2003 |
| Infected Mushroom                  | brano "Drop Out" (Redseal rmx), theremin                                                         | 2003 |
| Orchestral World Groove            | brano “Mastani” produzione e composizione con Swati Natekar                                      | 2003 |
| Shakespeare's “The Tempest         | Colonna Sonora, produzione e composizione con M.Nunzi                                            | 2003 |
| Simple Minds                       | brano The Man Who Sold the World produzione remix                                                | 2003 |
| Trance Pause                       | brano “I was made for loving you” produzione                                                     | 2003 |
| Bag feat.Taka Boom                 | brano “Back up” produzione e remix                                                               | 2002 |
| My Beautiful Laundrette            | composizione colonna Sonora e produzione album                                                   | 2002 |
| High Speed                         | colonna Sonora, produzione e composizione                                                        | 2002 |
| The Ride                           | colonna Sonora, produzione e composizione                                                        | 2002 |
| Weirdub                            | album “Recreational” co-production with Dr.Cat & P.Polcari                                       | 2002 |
| X-Sample                           | brano “All night Tong” produzione e composizione                                                 | 2002 |
| Kakatsitsi                         | brano “Fron on front” produzione e ingegnere del suono                                           | 2002 |
| The Pipeline                       | brano “It's gaz!” produzione e composizione                                                      | 2002 |
| Re-Vinyl                           | brano"Lead man holler" produzione e remix                                                        | 2001 |
| Luna Rossa                         | colonna Sonora, brano “Astrigneme” remix                                                         | 2001 |
| Karin Lopez                        | 2 brani, produzione e composizione                                                               | 2001 |
| Cuore scatenato                    | colonna Sonora, produzione e composizione con Raiz e P.Polcari                                   | 2001 |
| Linda Berton                       | brano “Million dollars” produzione con Dr Ca                                                     | 2001 |
| Shawn Lee                          | tournée francese come theremin player                                                            | 2001 |
| C&D                                | brano “Wake up everybody” produzione e composizion                                               | 2001 |
| Ethnosphere                        | 3 brani, produzione e composizione con A.Testa                                                   | 2001 |
| Elisa                              | brano A little over zero theremin                                                                | 2000 |
| Native soul                        | brano “Da mi alma ” produzione e composizione                                                    | 2000 |
| Romina Johnson feat Wess           | brano “Love & happiness” produzione                                                              | 2000 |
| Ruby Sue                           | brano “Be strong” produzione e composizione                                                      | 2000 |
| Ornella Vanoni & Delta V           | brano “L'infinito” theremin                                                                      | 2000 |
| R-Cyia                             | brano “True to love produzione e composizione                                                    | 2000 |
| Z Star                             | 2 brani, produzione                                                                              | 2000 |
| Una                                | 3 brani, produzione con Roberto Vernetti                                                         | 2000 |
| I choose tv                        | sigle televisive, produzione e composizione                                                      | 2000 |
| Nerise                             | 3 brani, produzione e composizione                                                               | 2000 |
| Gaudi                              | album “Earthbound” produzione e composizione                                                     | 1999 |
| Rey feat.General Levy              | brano “Something that you remind me” produzione con Dr.Cat                                       | 1999 |
| Sony Playstation                   | spot televisivo, produzione e composizione                                                       | 1999 |
| Camouflage                         | 2 brani, produzione e composizione                                                               | 1999 |
| Jasper Mattsson                    | brano “Natural” produzione con R.Vernetti                                                        | 1999 |
| Lia                                | 4 brani, produzione e composizione                                                               | 1999 |
| Fiorucci                           | spot televisivo, produzione e composizione                                                       | 1999 |
| Newblood                           | colonna Sonora, composizione                                                                     | 1999 |
| Wuber                              | spot televisivo, produzione e composizione                                                       | 1999 |
| Da click                           | 2 brani, produzione e composizione                                                               | 1999 |
| Gaudi                              | album “Earthbound in dub” produzione e composizione                                              | 1999 |
| Nicole Lacy                        | 4 brani, produzione                                                                              | 1999 |
| Mad Master Moog                    | brano"Cadillac kitsch" produzione e composizione                                                 | 1999 |
| Hanna P.                           | 4 brani, produzione e composizione                                                               | 1999 |
| MTV                                | 12 sigle musicali, produzione e composizione                                                     | 1999 |
| Dub alchemist feat.                | brano “Matre terra” produzione e composizione con A.Testa                                        | 1999 |
| Kieran vibes                       | 4 brani, produzione e composizione                                                               | 1999 |
| Moni                               | brano “Giant” produzione                                                                         | 1999 |
| Caroline Henderson                 | brano ‘Bigger” produzione                                                                        | 1999 |
| Longines                           | spot televisivo, produzione e composizione                                                       | 1999 |
| Xango                              | 4 brani, produzione                                                                              | 1999 |
| M.K Ultra                          | 4 brani, produzione                                                                              | 1999 |
| Nerise                             | 3 brani, produzione e composizione                                                               | 1999 |
| MTV Europe Music Awards            | TV show, produzione e composizione                                                               | 1998 |
| Mas que nada                       | film colonna sonora, produzione e composizione                                                   | 1998 |
| Str8 playaz                        | 3 brani, produzione e composizione                                                               | 1998 |
| Dub alchemist feat. Shade          | brano “Kala”, produzione e composizione con D.Mantovani                                          | 1998 |
| Manuela Panizzo                    | 2 brani, produzione                                                                              | 1998 |
| Lo Williams                        | 3 brani, produzione                                                                              | 1998 |
| Express newspaper                  | spot televisivo, produzione e composizione                                                       | 1998 |
| Jesper Mattsson                    | brano “More” produzione                                                                          | 1998 |
| Lancia                             | spot televisivo, produzione e composizione                                                       | 1998 |
| Dub Alchemist                      | brano “Love planet” produzione e composizione                                                    | 1998 |
| Margaux                            | 2 brani, produzione                                                                              | 1998 |
| Irene Grandi                       | brano “Non ti scrivero”, composizione                                                            | 1998 |
| Masq                               | 2 brani, produzione                                                                              | 1998 |
| Energie Jeans                      | spot televisivo, produzione e composizione                                                       | 1998 |
| Diane Charlemagne                  | brano “Star people” produzione                                                                   | 1997 |
| Dub alchemist                      | brano “Honolulu spaceship” produzione e composizione                                             | 1997 |
| Noel McCoy                         | 2 brani, produzione                                                                              | 1997 |
| NTT                                | album “Tranquilandia” co-production/writing                                                      | 1997 |
| Jane Kumada                        | 1 brano, produzione                                                                              | 1997 |
| Top Cat                            | brano “Ashes to ashes” produzione                                                                | 1997 |
| Why                                | brano “Sweet like chocolate” produzione                                                          | 1997 |
| Antoniette                         | 2 brani, produzione                                                                              | 1997 |
| Tangina Skye                       | album “Lost boys” produzione                                                                     | 1996 |
| Dub alchemist                      | brano “Wild strawberry” produzione e composizione                                                | 1996 |
| Ultraviolet Zero                   | album “Sound of Anatomy” produzione e composizione con P.Atzei                                   | 1996 |
| Lippy Lou                          | brano “Stress” produzione                                                                        | 1996 |
| Valerie Malcolm                    | 2 brani, produzione e composizione                                                               | 1996 |
| Jackie Quinn                       | 2 brani, produzione e arrangiamenti                                                              | 1996 |
| Los Angels                         | brano “I want to break free” produzione con Dj Angelino                                          | 1995 |
| Dub Alchemist                      | brani “Retrospective” e “3 o clock” produzione e composizione                                    | 1995 |
| Ohm Guru                           | brani “Albero” e “Montagna”, produzione e composizione                                           | 1994 |
| D.I.F                              | brano “Der berlinger” produzione e composizione con Ohm Guru                                     | 1994 |
| Lainz                              | Ep “Vinile” produzione, composizione e voce                                                      | 1994 |
| Francesco Baccini                  | brano “Lei sta con te” produzione e composizione con Glezos                                      | 1994 |
| Ricky Gianco                       | brano “Anche un vagabondo”                                                                       | 1993 |
| Aseo                               | brano “Ghe sboro” produzione e composizione                                                      | 1993 |
| Gaudi                              | album “Gaudium magnum”, voce, produzione e composizione                                          | 1992 |
| To-sse                             | brano “Legala” composizione e voce                                                               | 1992 |
| Gaudi                              | album “Basta poco” voce, produzione e composizione                                               | 1991 |
| Katia Sandrolini                   | brano “Aspettando niente” produzione e composizione                                              | 1990 |
| Isola Posse All Star               | brano “Stop al panico”, programmazione conTubi Forti                                             | 1990 |
| National Rare Groove               | brano “Talking to you” produzione e composizione con Ohm Guru                                    | 1990 |
| Dr Muff & Crazy Stuff              | brano “Don't forget this”, voce e produzione con Tubi Forti                                      | 1989 |
| National Rare Groove               | brano “Let's dance” composizione e produzione con Ohm Guru                                       | 1989 |
| Rettore                            | brano “Zan zan zan” programmazione con Tubi Forti                                                | 1989 |
| Xango                              | ep “Raggheddafi”, produzione conTubi Forti                                                       | 1989 |
| Deep signs                         | ep “Behind the wall”, produzione con Tubi Forti                                                  | 1989 |
| 4 T thieves                        | brano “Etnotechno”, composizione e produzione con Tubi Forti                                     | 1989 |
| Africa bosso                       | 2 brani, produzione con Tubi Forti                                                               | 1989 |
| Mia Martini                        | tour come tastierista                                                                            | 1988 |
| Disciplinatha                      | album “Abbiamo pazientato 40 anni..” tastiere                                                    | 1987 |
| Raptus                             | ep “Peggio della colla” voce, produzione e composizione con Ohm Guru                             | 1986 |
| Crocodile tears                    | 4 brani, tastiere                                                                                | 1986 |
| Bamboo company                     | brano “Non sai” composizione, tastiere                                                           | 1985 |
| Violet Eves                        | tour come tastierista, album “Incidental glance”                                                 | 1985 |
| The Gang                           | album “Barricada” tastiere                                                                       | 1985 |
| XXX                                | brano “Skate X” produzione e composizione con Roberto Vernetti                                   | 1985 |
| Sold Out                           | film colonna Sonora, composizione con Bamboo Company                                             | 1985 |
| Red Light                          | brano “We can” composizione con S.Pirani                                                         | 1984 |
| Wild Planet                        | brano “He's a woman” tastiere e arrangiamenti                                                    | 1981 |
| Paranoise                          | album “Doctor, I'm a fish” produzione e composizione                                             | 1980 |